# Europees kampioenschap voetbal onder 18 - 1975
Het Europees kampioenschap voetbal onder 18 van 1975 (officieel UEFA Jeugdtoernooi 1975) was de 28e editie van het, door de UEFA georganiseerde, voetbaltoernooi van speler onder de 18 jaar. 
Het toernooi werd tussen 9 mei en 19 mei 1975 gespeeld in Zwitserland. Er deden zestien teams mee. Voorafgaand aan het toernooi werd een kwalificatie afgewerkt. Engeland werd voor de 7e keer winnaar. De finale in Bern werd met 1–0 gewonnen van Finland. Hongarije werd derde.

## Kwalificatie
| Pos. | Land        | DV | DV | Ptn. |
| ---- | ----------- | -- | -- | ---- |
| 1    | DDR         | 4  | 0  | 4    |
| 2    | Joegoslavië | 0  | 4  | 0    |

| Pos. | Land           | DV | DV | Ptn. |
| ---- | -------------- | -- | -- | ---- |
| 1    | West-Duitsland | 3  | 2  | 2    |
| 2    | Oostenrijk     | 2  | 3  | 2    |

| Pos. | Land     | DV | DV | Ptn. |
| ---- | -------- | -- | -- | ---- |
| 1    | Engeland | 2  | 1  | 3    |
| 2    | Spanje   | 1  | 2  | 1    |

| Pos. | Land    | DV | DV | Ptn. |
| ---- | ------- | -- | -- | ---- |
| 1    | Ierland | 1  | 0  | 3    |
| 2    | België  | 0  | 1  | 0    |

| Pos. | Land      | DV | DV | Ptn. |
| ---- | --------- | -- | -- | ---- |
| 1    | Hongarije | 2  | 1  | 3    |
| 2    | Bulgarije | 1  | 2  | 1    |

| Pos. | Land       | DV | DV | Ptn. |
| ---- | ---------- | -- | -- | ---- |
| 1    | Denemarken | 2  | 1  | 3    |
| 2    | Schotland  | 1  | 2  | 1    |

| Pos. | Land      | DV | DV | Ptn. |
| ---- | --------- | -- | -- | ---- |
| 1    | Finland   | 1  | 0  | 3    |
| 2    | Noorwegen | 0  | 1  | 1    |

| Pos. | Land          | DV | DV | Ptn. |
| ---- | ------------- | -- | -- | ---- |
| 1    | Noord-Ierland | 5  | 2  | 4    |
| 2    | IJsland       | 2  | 5  | 0    |

| Pos. | Land     | DV | DV | Ptn. |
| ---- | -------- | -- | -- | ---- |
| 1    | Italië   | 5  | 2  | 4    |
| 2    | Portugal | 2  | 5  | 0    |

| Pos. | Land  | DV | DV | Ptn. |
| ---- | ----- | -- | -- | ---- |
| 1    | Wales | 5  | 0  | 4    |
| 2    | Malta | 0  | 5  | 0    |

| Pos. | Land   | DV | DV | Ptn. |
| ---- | ------ | -- | -- | ---- |
| 1    | Polen  | 4  | 2  | 4    |
| 2    | Zweden | 2  | 4  | 0    |

| Pos. | Land        | DV | DV | Ptn. |
| ---- | ----------- | -- | -- | ---- |
| 1    | Sovjet-Unie | 1  | 1  | 2    |
| 2    | Roemenië    | 1  | 1  | 2    |

| Pos. | Land              | DV | DV | Ptn. |
| ---- | ----------------- | -- | -- | ---- |
| 1    | Turkije           | 3  | 2  | 2    |
| 2    | Tsjecho-Slowakije | 2  | 3  | 2    |

| Pos. | Land      | DV | DV | Ptn. |
| ---- | --------- | -- | -- | ---- |
| 1    | Frankrijk | 1  | 0  | 3    |
| 2    | Nederland | 0  | 1  | 1    |

| Pos. | Land          | DV | DV | Ptn. |
| ---- | ------------- | -- | -- | ---- |
| 1    | Luxemburg     | 6  | 1  | 4    |
| 2    | Liechtenstein | 1  | 6  | 0    |

## Groepsfase

### Groep A
| Pos. | Land       | GW | W | G | V | DV | DT | +/− | Ptn. |
| ---- | ---------- | -- | - | - | - | -- | -- | --- | ---- |
| 1    | Turkije    | 3  | 1 | 2 | 0 | 5  | 3  | +2  | 4    |
| 2    | Denemarken | 3  | 1 | 2 | 0 | 6  | 5  | +1  | 4    |
| 3    | Frankrijk  | 3  | 1 | 1 | 1 | 10 | 4  | +6  | 3    |
| 4    | Luxemburg  | 3  | 0 | 1 | 2 | 1  | 10 | –9  | 1    |

|            |           |     |            |       |
| 9 mei 1975 | Luxemburg | 1–1 | Denemarken | Vevey |
| 9 mei 1975 |           |     |            | Vevey |

|            |           |     |         |          |
| 9 mei 1975 | Frankrijk | 1–1 | Turkije | Lausanne |
| 9 mei 1975 |           |     |         | Lausanne |

|             |           |     |           |         |
| 11 mei 1975 | Frankrijk | 7–0 | Luxemburg | Yverdon |
| 11 mei 1975 |           |     |           | Yverdon |

|             |            |     |         |          |
| 11 mei 1975 | Denemarken | 2–2 | Turkije | Montreux |
| 11 mei 1975 |            |     |         | Montreux |

|             |         |     |           |       |
| 13 mei 1975 | Turkije | 2–0 | Luxemburg | Vevey |
| 13 mei 1975 |         |     |           | Vevey |

|             |            |     |           |          |
| 13 mei 1975 | Denemarken | 3–2 | Frankrijk | Lausanne |
| 13 mei 1975 |            |     |           | Lausanne |

### Groep B
| Pos. | Land          | GW | W | G | V | DV | DT | +/− | Ptn. |
| ---- | ------------- | -- | - | - | - | -- | -- | --- | ---- |
| 1    | Engeland      | 3  | 3 | 0 | 0 | 8  | 0  | +8  | 6    |
| 2    | Noord-Ierland | 3  | 1 | 1 | 1 | 3  | 4  | –1  | 3    |
| 3    | Ierland       | 3  | 1 | 0 | 2 | 3  | 3  | 0   | 2    |
| 4    | Zwitserland   | 3  | 0 | 1 | 2 | 1  | 8  | –7  | 1    |

|            |               |     |             |             |
| 9 mei 1975 | Noord-Ierland | 1–1 | Zwitserland | Emmenbrücke |
| 9 mei 1975 |               |     |             | Emmenbrücke |

|            |          |     |         |         |
| 9 mei 1975 | Engeland | 1–0 | Ierland | Brunnen |
| 9 mei 1975 |          |     |         | Brunnen |

|             |               |     |         |     |
| 11 mei 1975 | Noord-Ierland | 2–0 | Ierland | Zug |
| 11 mei 1975 |               |     |         | Zug |

|             |          |     |             |        |
| 11 mei 1975 | Engeland | 4–0 | Zwitserland | Buochs |
| 11 mei 1975 |          |     |             | Buochs |

|             |          |     |               |        |
| 13 mei 1975 | Engeland | 3–0 | Noord-Ierland | Kriens |
| 13 mei 1975 |          |     |               | Kriens |

|             |         |     |             |                 |
| 13 mei 1975 | Ierland | 3–0 | Zwitserland | Küssnacht am R. |
| 13 mei 1975 |         |     |             | Küssnacht am R. |

### Groep C
| Pos. | Land           | GW | W | G | V | DV | DT | +/− | Ptn. |
| ---- | -------------- | -- | - | - | - | -- | -- | --- | ---- |
| 1    | Finland        | 3  | 1 | 2 | 0 | 3  | 2  | +1  | 4    |
| 2    | DDR            | 3  | 1 | 1 | 1 | 3  | 4  | –1  | 3    |
| 3    | West-Duitsland | 3  | 1 | 1 | 1 | 4  | 6  | –2  | 3    |
| 4    | Sovjet-Unie    | 3  | 1 | 0 | 2 | 4  | 2  | +2  | 2    |

|            |                |     |     |           |
| 9 mei 1975 | West-Duitsland | 3–1 | DDR | Wettingen |
| 9 mei 1975 |                |     |     | Wettingen |

|            |         |     |             |       |
| 9 mei 1975 | Finland | 1–0 | Sovjet-Unie | Brugg |
| 9 mei 1975 |         |     |             | Brugg |

|             |     |     |             |       |
| 11 mei 1975 | DDR | 1–0 | Sovjet-Unie | Baden |
| 11 mei 1975 |     |     |             | Baden |

|             |                |     |         |       |
| 11 mei 1975 | West-Duitsland | 1–1 | Finland | Aarau |
| 11 mei 1975 |                |     |         | Aarau |

|             |         |     |     |       |
| 13 mei 1975 | Finland | 1–1 | DDR | Aarau |
| 13 mei 1975 |         |     |     | Aarau |

|             |             |     |     |           |
| 13 mei 1975 | Sovjet-Unie | 4–0 | DDR | Wettingen |
| 13 mei 1975 |             |     |     | Wettingen |

### Groep D
| Pos. | Land      | GW | W | G | V | DV | DT | +/− | Ptn. |
| ---- | --------- | -- | - | - | - | -- | -- | --- | ---- |
| 1    | Hongarije | 3  | 2 | 0 | 1 | 6  | 1  | +5  | 4    |
| 2    | Wales     | 3  | 1 | 1 | 1 | 3  | 4  | –1  | 3    |
| 3    | Italië    | 3  | 1 | 1 | 1 | 1  | 2  | –1  | 3    |
| 4    | Polen     | 3  | 1 | 0 | 2 | 1  | 4  | –3  | 2    |

|            |       |     |           |            |
| 9 mei 1975 | Polen | 1–0 | Hongarije | Bellinzona |
| 9 mei 1975 |       |     |           | Bellinzona |

|             |       |     |        |         |
| 13 mei 1975 | Wales | 0–0 | Italië | Chiasso |
| 13 mei 1975 |       |     |        | Chiasso |

|             |           |     |       |         |
| 11 mei 1975 | Hongarije | 4–0 | Wales | Locarno |
| 11 mei 1975 |           |     |       | Locarno |

|             |        |     |       |        |
| 11 mei 1975 | Italië | 1–0 | Polen | Lugano |
| 11 mei 1975 |        |     |       | Lugano |

|             |           |     |        |            |
| 13 mei 1975 | Hongarije | 2–0 | Italië | Bellinzona |
| 13 mei 1975 |           |     |        | Bellinzona |

|             |       |     |       |        |
| 13 mei 1975 | Wales | 3–0 | Polen | Lugano |
| 13 mei 1975 |       |     |       | Lugano |

## Knock-outfase
|  | Halve finale   | Halve finale   |   |               | Finale        | Finale |
|  |                |                |   |               |               |        |
|  | 16 mei – Bulle |                |   |               |               |        |
|  | Finland        | 1              |   |               |               |        |
|  | Turkije        | 0              |   |               |               |        |
|  |                |                |   |               |               |        |
|  |                |                |   |               | 19 mei – Bern |        |
|  |                |                |   |               | Engeland      | 1      |
|  |                | Finland        | 0 |               |               |        |
|  |                |                |   |               |               |        |
|  |                |                |   |               | Derde plaats  |        |
|  | 16 mei – Olten | 16 mei – Olten |   | 19 mei – Bern | 19 mei – Bern |        |
|  | Engeland       | 3              |   | Hongarije     | 2 (p)         |        |
|  | Hongarije      | 1              |   |               | Turkije       | 2      |

### Finale
|             |          |     |         |                       |
| 19 mei 1975 | Engeland | 1–0 | Finland | Wankdorfstadion, Bern |
| 19 mei 1975 | Wilkins  |     |         | Wankdorfstadion, Bern |